# Кызыл-Дагский сумон (Чаа-Хольский кожуун)
Кызыл-Дагский сумон — административно-территориальная единица (сумон) и муниципальное образование со статусом сельского поселения в Чаа-Хольском кожууне Тывы Российской Федерации.
Административный центр и единственный населённый пункт сумона — село Булун-Терек.

## Население
| 2017 | 2018  |
| ---- | ----- |
| 1095 | ↘1085 |